# Al Kuba
Al Kuba (arab  القبة, angol Al Qubbah) város Líbia északkeleti részében, a Földközi-tenger közelében. A 2007-ig létezett Kuba tartomány székhelye volt. Darna és Al-Bajda között a legnépesebb lakott hely.

## Fordítás
Ez a szócikk részben vagy egészben  az   Al Qubbah című angol Wikipédia-szócikk ezen változatának fordításán alapul.  Az eredeti cikk szerkesztőit annak laptörténete sorolja fel. Ez a jelzés csupán a megfogalmazás eredetét és a szerzői jogokat jelzi, nem szolgál a cikkben szereplő információk forrásmegjelöléseként.